# Harreslev Rovhøj
Harreslev Rovhøj er en megalitgrav fra yngre stenalder i det nordlige Tyskland i Harreslev lidt vest for Flensborg. Ved udgravningen i 1959 viste det sig, at højen blev bygget i flere faser. Ved siden af gravhøjens centrale begravelse, fandt arkæologerne rester af yderligere ti begravelser. Fire af dem var ligkister af træ. Inde i det centrale gravkammer befandt sig et tragtbæger, to pilespidser, ornamenteret keramik og en enestående ravkæde. Udenfor kammret fandt arkæologerne blandt andet et bronzesværd og en såkaldt fiskehaledolk.
Rovhøjen er opbygget af fire bæresten ved langsiderne. Slutstenen er placeret ved nordsiden. I dækstenen findes 34 små fordybninger (skåltegn), som formentlig er lavet til et kultisk formål. Langs Hærvejen nord og syd for Rovhøjen findes yderligere gravhøje fra sten- og bronzealder.

## Eksterne links
- The Megalithic Portal: Harrislee Steingrab (engelsk)
- Tidskriftet Unsere Gemeinde Harrislee: 1000 Jahre – und ein Tag (tysk)
- Youtube: Megalithgrab Rovhöj in Harrislee

54°48′1.51″N 9°20′52.24″Ø / 54.8004194°N 9.3478444°Ø